# Propelops groenlandicus
Propelops groenlandicus är en kvalsterart som först beskrevs av Sellnick 1944.  Propelops groenlandicus ingår i släktet Propelops och familjen Phenopelopidae. Inga underarter finns listade i Catalogue of Life.